# ودیع سعاده
ودیع سعاده شاعر لبنانی سال ۱۹۴۸ میلادی در روستای شبتین در شمال لبنان به دنیا آمد. او مدتی در شهرهای پاریس، بیروت و لندن مشغول به فعالیت روزنامه‌نگاری بود. این شاعر لبنانی در سال ۱۹۸۸ به استرالیا مهاجرت کرد و هم‌اکنون در آن کشور به سر می‌برد. ودیع سعاده ۱۲ مجموعه شعر به چاپ رسانده‌است. او در سال ۱۹۸۱ اولین مجموعه شعر خود را به اسم «غروب برادر ندارد» منتشر کرد و دومین مجموعه شعرش به اسم «به آن مسافر بگویید برگردد، سایه‌اش اینجا جامانده ‌است» را در سال ۲۰۱۲ در سایت شخصی خود منتشر کرد.
ودیع سعاده یکی از شناخته شده‌ترین شاعران نوگرا و پیشرو ادبیات عرب است. سعاده دو مجموعه شعر با موضوعیت کُردها در کارنامه دارد؛ «تلاشی برای رسیدن دو ساحل به صدا» که عباس بوسکانی آن را به کُردی ترجمه کرده و مجموعه شعر «باران بر مزارع دور می‌بارد» که توسط بریار محمد طاهر به کُردی بازگردانده شده و در واقع اولین کتاب منتشر شدهٔ انتشارات بالنده نیز می‌باشد.
اشعار سعاده حاوی وحشت و آرزوهای غیرقابل قبول ذاتی (درونی) انسان است.
اشعار پوچ‌گرایانهٔ پست مدرنی که ناشی از تجربیات و تفسیر شاعر از دوری از وطن و بیگانگی در زندگی شخصیش است و خالص و پالایش شده به دنبال مفاهیم جهانی هستند.
معرفی کتاب: «باران بر مزارع دور دست می‌بارد» مجموعه اشعار «ودیع سعاده»، مترجم: بریار محمد طاهر، انتشارات بالنده، چاپ اول ۲۰۱۸.
بریار محمد طاهر (مترجم): این کتاب اولین تجربه من به عنوان مترجم است؛ دلایل شخصی و علایق خودم در انتخاب این کتاب و ترجمه آن مؤثر بود.
این کتاب گلچینی از اشعار ودیع سعاده است و شامل اشعار بلند و کوتاه است، اما در کل اشعار اخیر این شاعر را بیشتر دربر گرفته‌ است.
نگاه چشمهایشان را جا گذاشته‌اند، می‌روند؛ پشتشان به نگاه‌های قدیمی گرم است.
سکوت همانند گرد مردگان و ارواح خرابه‌ها بر تن‌شان نشسته‌است
ابری اگر به رؤیایشان راه پیدا کند، باران بر روی مزارع شان در دور دستها هم می‌بارد!
راه را پیدا می‌کنند
خسته هم که شدند
نگاهی را بستر می‌کنند و می‌خوابند…